# Culoptila
Culoptila is een geslacht van schietmotten uit de familie Glossosomatidae.

## Soorten
Deze lijst van 27 stuks is mogelijk niet compleet.
- C. acaena J Bueno-Soria & S Santiago de Fragoso, 1996
- C. aguilerai W Wichard, MM Solorzano-Kraemer, C Luer, 2006
- C. aluca Mosely, 1954
- C. amberia Mosely, 1954
- C. azulae J Bueno-Soria & S Santiago de Fragoso, 1996
- C. barrerai J Bueno-Soria & S Santiago de Fragoso, 1996
- C. bidentata RJ Blahnik & RW Holzenthal, 2006
- C. buenoi RJ Blahnik & RW Holzenthal, 2006
- C. cantha (HH Ross, 1938)
- C. cascada RJ Blahnik & RW Holzenthal, 2006
- C. costaricensis OS Flint, 1974
- C. denningi J Bueno-Soria & S Santiago de Fragoso, 1996
- C. hamata RJ Blahnik & RW Holzenthal, 2006
- C. jamapa J Bueno-Soria & S Santiago de Fragoso, 1996
- C. kimminsi DG Denning, 1965
- C. montanensis OS Flint, 1967
- C. moselyi DG Denning, 1965
- C. nahuatl OS Flint, 1974
- C. pararusia RJ Blahnik & RW Holzenthal, 2006
- C. plummerensis RJ Blahnik & RW Holzenthal, 2006
- C. rusia Mosely, 1954
- C. saltena Mosely, 1954
- C. tapanti RJ Blahnik & RW Holzenthal, 2006
- C. tarascanica OS Flint, 1974
- C. thoracica (HH Ross, 1938)
- C. unispina RJ Blahnik & RW Holzenthal, 2006
- C. vexillifera RJ Blahnik & RW Holzenthal, 2006